# Король Лев 2: Гордість Сімби
«Король Лев 2: Гордість Сімби» (англ. «The Lion King II: Simba's Pride») — повнометражний анімаційний фільм компанії Уолта Діснея, який вийшов в США на відео у виданні direct-to-video 27 жовтня 1998, є продовженням мультфільму «Король Лев».
У фільму найвищий показник касових зборів серед анімаційних картин того часу, що вийшли на відео — близько 300 млн доларів, на вересень 2005 року.
Сюжет мультфільму «Король Лев 2: Прайд Сімби» має багато спільного з п'єсою Шекспіра «Ромео і Джульєтта».
У 1998 році компанія Дісней в очікуванні надпопулярного «Король Лев 2», поставила в магазині до дати релізу 27 жовтня 15 млн копій мультфільму. 3,5 млн копій було продано в перші три дні. Обсяг продажів до кінця 1990-х склав 30 млн копій.

## Сюжет
У цьому фільмі у Сімби народжується дочка Кіара, яка, одного разу втікши в Чужозем'я, зустрічає там левеня Кову — наступника Шрама. Тоді ж його мати і очільниця, очольниця, проводирка вигнанців, Зіра, придумує план, як вбити Сімбу і захопити Землі Прайда. Вона навчає Кову бути вбивцею. Настає час першого полювання Кіари. Сімба, турбуючись за дочку, посилає своїх друзів Тімона і Пумбу стежити за нею. Однак левиця зауважує їх і, розсердившись, тікає за межі Земель Прайда. За планом Зіри Нука і Вітані, брат і сестра Кову, підпалюють траву. Кіара тікає від вогню, але задихається і непритомніє. Кову рятує її і просить Сімбу дозволити йому приєднатися до прайду, збрехавши, що він є одинаком.
Сімба починає довіряти Кову, і одного ранку він, розмовляючи з ним, заходить за межі Земель Прайда, де на них нападає Зіра і її прайд(зграя). Вони переслідують Сімбу, і коли той намагається вилізти по всипаному колодами обриву, Нука, палаючи бажанням справити враження на матір, намагається схопити Сімбу, але колоди падають на нього, і Нука гине. Зіра звинувачує Кову у смерті Нуки і у зраді, і виганяє зі свого прайду. Сімба, своєю чергою думаючи, що Кову був частиною плану Зіри, виганяє його з Земель Прайда. Кіара тікає за ним і вмовляє повернутися, щоб зупинити ворогуючі прайди.
Коли вони повертаються, прайди вже вступили в битву. Кіара і Кову переривають бій. Кіара переконує батька, що протистояння — не вихід і обидва прайди — одне ціле. Вигнанці покидають Зіру і приєднуються до Сімби. Зіра стрибає на Сімбу, щоб помститися за смерть Шрама (хоча фактично Сімба не вбивав його — це зробили гієни). Кіара збиває Зіру, перегороджуючи їй шлях, і Зіра разом з Кіарою скочуються з кручі в ущелину. У той час як Кіара приземляється на виступ, Зіра висить на краю. Кіара пробує допомогти Зірі, але вона відмовляється і падає з краю обриву у струмку бурхливу річку і тоне. Два прайди об'єдналися, Кіара і Кову, Сімба і Нала(Нола) оголошують своїм риком королівство. Коло Життя ще раз замкнулося.

## Персонажі
- Сімба (Меттью Бродерік), спів — (Кем Кларк) — король Земель Прайда. Син Муфаси. Тримає свою дочку під суворим наглядом. Нерідко помилявся, але потім виправив свої помилки.
- Нала(чи Нола) (Мойра Келлі) — королева Земель Прайда, левиця Сімби. Вона на відміну від Сімби м'яка з донькою, намагається дати їй свободу; іноді не погоджується з чоловіком. З суахілі її ім'я перекладається як «дар, дарунок, подарунок».
- Кіара (спочатку її ім'я було Шані — (переклад з суахілі) чудо, диво) (левеня — Мішель Хорн), спів — (Чаріті Сано); доросла — (Нів Кемпбелл), спів — (Ліз Каллауей) — дочка Сімби і Нали. Принцеса Земель Прайда. У дитинстві це безтурботне левеня (навіть більш ніж її батько в дитинстві). Доросла — весела, життєрадісна і безтурботна, але з іншого боку це розумна, сильна і смілива левиця. Спочатку Кіару хотіли назвати Акасі (Akase) перекладається як небесна.
- Тімон (Натан Лейн) — антропоморфний сурікат-жартівник з принципом «ніяких турбот», використовується Сімбою як няня для Кіари. Він вважає себе зобов'язаним навчити її всім речам, які роблять життя дійсно легкого(легкою) та безтурботного(безтурботною).
- Пумба (Ерні Сабелла) — бородавочник, найкращий друг Тімона. Служить йому також як транспорт.
- Кову (левеня — Райан О'Донахью; дорослий — Джейсон Марсден; спів — Джин Міллер) — молодший син зіри, був вигнаний разом з мамою з Земель Прайда. Він — обранець Шрама як спадкоємець. Кову вперше зустрічає Кіару в дитинстві, коли та, порушивши заборону, тікає за межі земель прайду. Ледве познайомившись, вони піддаються нападу крокодилів, але сміливо кидаються один одному на допомогу, і залишаються цілі. Після цього їх знаходить матір Кову Зіра і зреагувала(подоспівший, встигнувший) Сімба з прайдом. Через кілька років Кову, навчений своєю матір'ю, обманом впроваджується в прайд з метою вбити Сімбу і звільнити трон. Однак на шляху виконання його плану встає підросла Кіара. Вже через кілька днів Кову розуміє, що закохався в дочку Сімби і йому тут добре. Однак в один із днів Зіра з «знедоленими» сама влаштовує засідку на Сімбу, і тому тільки чудом вдається вибратися звідти живим. Кову йде до Зіри, і вона залишає йому такий же шрам, як і у Шрама. Після він повертається до скелі прайду. Коли він спробував пояснити, що не винен у нападі на Сімбу, король-лев не вірить йому і виганяє з прайду. Однак Кіара, впевнена в невинності Кову, втікає і знаходить його на згорілих землях Аутлендерів-іноземців, чужоземців, чужинців. Вони остаточно розуміють, що не можуть жити один без одного. Кову пропонує Кіарі втекти і створити власний прайд, однак вона відмовляється і каже, що треба повернутися і зупинити війну. Саме Кову і Кіара завершили своїм появленням вирішальну битву(бійку) між Сімбою і Зірою. Вони вмовляють два прайду об'єднатися. З суахілі його ім'я перекладається, як «шрам».
- Зіра (Сюзанн Плешетт) — левиця Шрама. Мати Кову, Витанія(Вітані) і Нукі(Нуки) (їх батько невідомий, але є офіційна заява творців мультфільму, що Шрам не є батьком жодного з них — це занадто наблизило б їх до королівської сім'ї, і, крім того, дозволило б мати прямі претензії на трон, чого ми не спостерігаємо в мультфільмі). Була вигнана вкоре(незабаром) після смерті Шрама в першій частині разом з левенятами. Очолює клан вигнаних левиць. Не може пробачити Сімбі своє вигнання і смерть Шрама (хоча фактично він його не вбивав). Розробляє план, як впровадити Кову в прайд, щоб він міг убити Сімбу. Після зради Кову веде за собою клан вигнанців на війну з кланом Сімби. Під час битви(бійки) починає битися з Сімбою один на один, проте раптова поява Кову і Кіари перериває бій. Після переходу вигнанців на сторону Сімби залишається єдиною, хто все ще хоче продовжувати війну. З криком «За тебе, Шрам!», Кинулася на Сімбу, проте була збита Кіарою і впала разом з нею в ущелину. Тримаючись кігтями за скелю, відмовляється від допомоги Кіари і падає в бурхливу річку, від чого гине. З суахілі її ім'я перекладається як «ненависть».
- Нука (Енді Дік) — старший син Зіри. Прагне бути лідером (оскільки спадкоємцем Шрам обрав Кову, а не його) і намагається відповідати ідеалам своєї матері, але при цьому залишається блохастим, кістлявим нечепурою. Більш схожий на Шрама, ніж Кову. Бере участь в більшій частині планів матері, прагнучи довести їй свою корисність. Зокрема, разом зі своєю молодшою сестрою Витанія(Вітані) підпалює савану, щоб заманити Кіару в пастку. Пізніше часто з'являється на екрані. Намагався разом з іншими Аутлендерами-чужинцями, вигнанцями, чужоземцями, іноземцями вбити Сімбу. Коли Кову відмовився переслідувати його, Нука поліз слідом за Сімбою на греблю, бажаючи довести матері свою вірність справі, проте оступився і загинув під завалами з колод. З суахілі його ім'я перекладається як «вонючка, смердючка».
- Витанія(Вітані) (левеня — Лейсі Шебер, спів — Кріста Макалош, доросла — Дженніфер Льєн) — Витанія — дочка левиці зіри, сестра Нукі(Нуки) і Кову. В оригіналі, на суахілі, її ім'я звучить як «Шетані», що означає «диявол, демон». Проте, творці змінили це ім'я на «Витанія(Вітані-Битва)». Витанія характеризується як негативний персонаж мультфільму. На початку фільму вона і Нука ходять близько(поблизу) маленького Кову і беруть участь у пісні зіри «My lullaby-Моя Колискова», символізуючи свою співучасть в злих(лютих) задумах матері. Ставши старше, Витанія разом з Нукой(Нукою) вирушає в савану, щоб влаштувати пожежу і надати Кову можливість врятувати з вогню доньку Сімби, Кіару і, таким чином, впровадитися в їх сім'ю. Це було одним з планів підступної Зіри. Пізніше, Витанія спостерігає за Кову і повідомляє Зірі, що він не бажає діяти за її планом і вбивати сплячого Сімбу. Під час бою між мешканцями Прайда Сімби і Аутлендерами-Відщепенцями билася з Налою, коли Кіара нагадує Сімбі, що вони «єдине ціле», Витанія перша вирішує припинити безглуздий бій і перейти на бік Сімби. Цей вчинок розлютив Зіру, яка стала загрожувати Витанії(Вітані). Однак, ці погрози подіяли зворотну дію: всі інші Відщепенці вирішили возз'єднатися з Прайдом Сімби.

## Український дубляж
Фільм дубльовано студією «Le Doyen» на замовлення компанії «Disney Character Voices International» у 2018 році.
- Перекладач — Олег Колесніков
- Режисер дубляжу — Ольга Фокіна
- Музичний керівник — Іван Давиденко
- Звукорежисери — Альона Шиманович, Микита Будаш, Олена Лапіна
- Координатор проєкту — Аліна Гаєвська
- Диктор — Олександр Ігнатуша

| Персонаж        | Український дубляж   |
| --------------- | -------------------- |
| Сімба           | Іван Розін           |
| Нала            | Валентина Лонська    |
| Кову (Малий)    | В'ячеслав Хостікоєв  |
| Кову (Дорослий) | Євген Шпаченко       |
| Кіара           | Дарина Муращенко     |
| Тімон           | Павло Скороходько    |
| Пумба           | Назар Задніпровський |
| Рафікі          | Валерій Шептекіта    |
| Зазу            | В'ячеслав Довженко   |
| Зіра            | Ірина Дорошенко      |

А також: Андрій Мостренко, Людмила Ардельян, Володимир Сухін, Рубен Толмачов, Ольга Нека, Світлана Заря, Лідія Лохматова, Олександр Ігнатуша, Марія Ніколенко, Віктор Григор'єв, Катерина Малюзіна та інші.

## Цікаві факти
- Сцена з початку мультфільму Рафіки (Рафікі) представляє мешканцям королівства маленьку Кіару) і фінальна сцена оригінального «Короля лева» мають суттєві відмінності (послідовність дій персонажів, дизайн самого левеняти), однак, згідно з логікою творців, це один і той самий епізод.
- Сон Сімби, де було показано вбивство Муфаси, також має помітну відмінність від цього ж епізоду в оригінальному «Королі леві».
- На 00:08:57 (сцена, коли Кіара перестрибує через колоду) протягом декількох кадрів переплутано порядок шарів зображень.
- Кову був спочатку задуманий як син Шрама, але цю ідею відкинули, щоб уникнути можливих неоднозначних припущень про інцест, оскільки це означало б, що Кіара закохалася у свого двоюрідного дядька.
- У початковій версії фільму смерть Зіри в результаті падіння не випадкова, вона навмисне скинулася з уступу. У той момент, коли Кіара простягнула Зірі лапу, Зіра гарчить: «Ні … Ніколи …» і кидається зі скелі. Цей момент був вирізаний, оскільки це могло б мати вельми моторошні наслідки [5].
- Кіарі спочатку планували назвати ім'ям «Шані» (Shani). Також, судячи з раннім скетчам, вона була дуже схожа на Налу, але з рудуватою шерстю і чубчиком на голові.
- Початкові версії імен деяких персонажів: Зіра — Біанка, Кову — Нунке, Витанія — Шетані.
- З фільму була видалена сцена, коли після презентації Кіари звірам савани — Нука і Витанія біжать розповісти Зірі про народження спадкоємця. Це пояснює, звідки вона знала про Кіару під час її зустрічі з Кову.
- Сюжет «Короля Лева» часто порівнювали з сюжетом «Гамлета». Сюжет другого фільму продовжив ідею — він дуже схожий на сюжет шекспірівської драми «Ромео і Джульєтта». Клани воюють, але їх спадкоємці закохані одне в одного.
- Спочатку планувалося, що у Муфаси буде серйозніша роль у фільмі [6]
- В одному епізоді Кіара показує на зірки складові «крольчонка(крольченя)» — ці зірки є Альфа і Бета Центавра і Південний Хрест!!

| Мультфільми | Це незавершена стаття про анімаційний фільм. Ви можете допомогти проєкту, виправивши або дописавши її. |